# Raymondi (distrito)
Raymondi é um distrito peruano localizado na Província de Atalaya, região de Ucayali. Sua capital é a cidade de Atalaya.

## Transporte
O distrito de Raymondi é servido pela seguinte rodovia:
- UC-112, que liga o distrito à cidade de Tahuanía
- UC-116, que liga o distrito à cidade de Sepahua
- PE-5SA, que liga o distrito à cidade de Mazamari (Região de Junín)[2][3][4]